# Kannibalismus

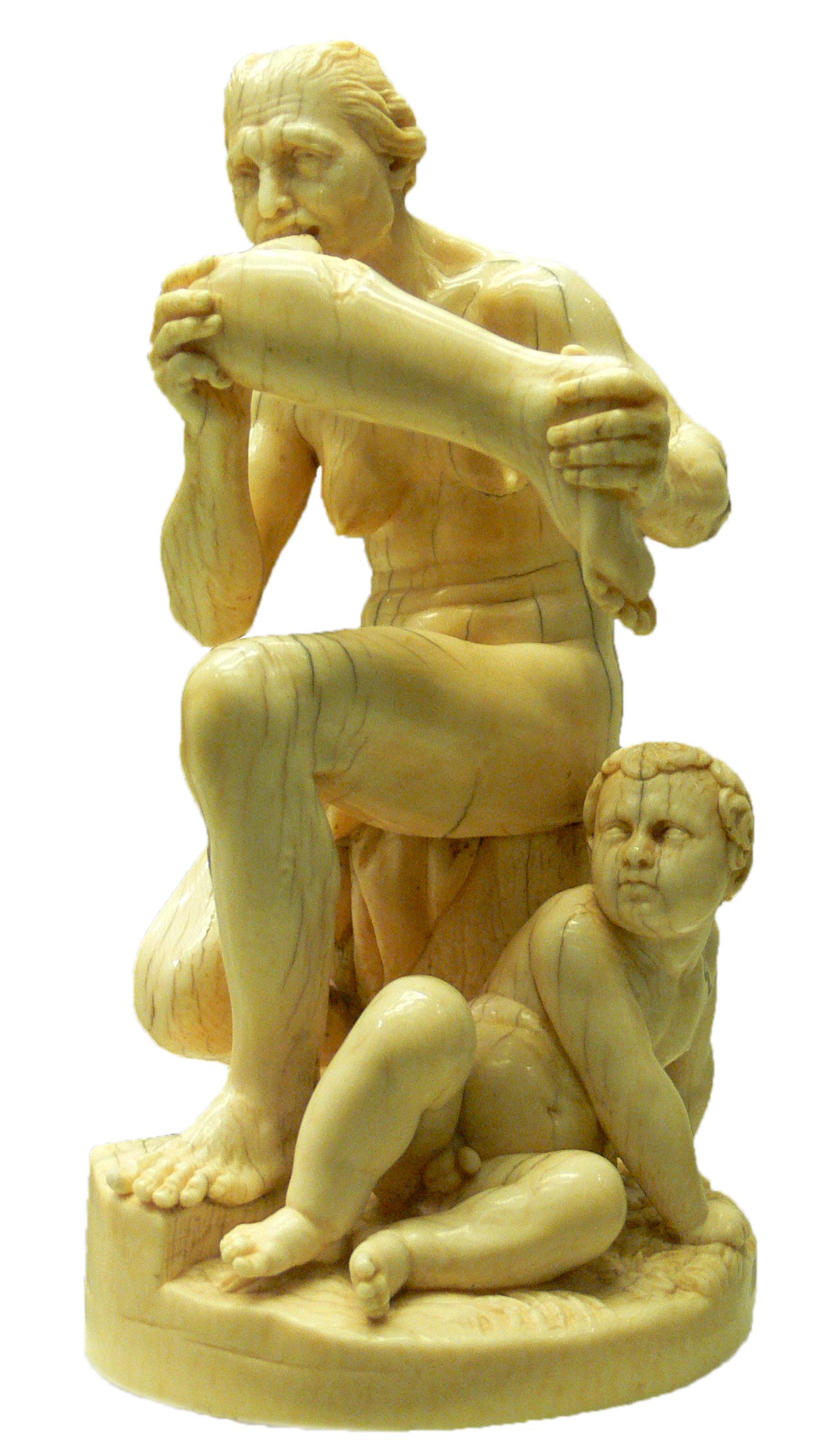
Leonhard Kern: Menschenfresserin, Elfenbeinskulptur, um 1650

Als Kannibalismus wird das Verzehren von Artgenossen oder Teilen derselben bezeichnet. Insbesondere versteht man darunter den Verzehr von Menschenfleisch durch Menschen (Anthropophagie). Die Bezeichnungen Kannibalismus und Anthropophagie werden unabhängig davon verwendet, ob dem Verspeisen eine Tötung vorausging oder nicht. Biologen verwenden bei Tieren die genaueren Bezeichnungen aktiver und passiver Kannibalismus, um die beiden Fälle zu unterscheiden.
In fast allen menschlichen Gesellschaften ist Kannibalismus mit einem Nahrungstabu belegt. Anthropophagie in Extremsituationen (aus Nahrungsmangel) ist zu unterscheiden von rituell bzw. religiös geprägten Erscheinungsformen. Der Glaube an eine medizinische Wirksamkeit des Verzehrs von Leichenteilen war in Europa bis ins 18. Jahrhundert verbreitet. Einzelne Fälle von Kannibalismus tauchen auch im sexuellen oder psychiatrischen Kontext auf.

## Wortherkunft
Das Wort „Kannibale“ kam in Folge der Entdeckungsfahrten des Christoph Kolumbus um 1500 in den europäischen Sprachen in Gebrauch. Im Deutschen ist es 1508 erstmals belegt.
Als Kolumbus auf seiner ersten Reise vor der Insel Hispaniola ankerte, notierte er in seinem Logbuch am 23. November 1492, dass die Einwohner dieser Insel in steter Furcht vor den Caniba oder Canima lebten, den angeblich einäugigen, hundsgesichtigen und menschenfressenden Einwohnern der Nachbarinsel Bohío. Die Eigenbezeichnung dieses Indianervolkes bedeutete so viel wie „tapfer“ (vgl. Tupi-Sprache caryba: „Held“). Da in ihrer Sprache die Laute l, n und r als Allophone variieren, entstand im Gebrauch der spanischen Seefahrer zum einen die Variante caribe bzw. caribal, was sich im Sprachgebrauch zur Bezeichnung der Bewohner der Küsten der Karibik, die Kariben, verengte, und zum anderen canibal in der Bedeutung „Menschenfresser“.
Da man in der vorwissenschaftlichen Ethnologie der Antike und des Mittelalters fest davon überzeugt war, dass am Rand der bekannten Welt anthropophagische (menschenfressende) und „halbmenschliche“ Völker lebten, konnte die Literatur des 16. Jahrhunderts in den karibischen Canibales eine besonders aktuelle und real scheinende Verkörperung dieser alten Idee entdecken. Der Name wurde zum Begriff; als solcher verbreitete er sich sehr schnell und wurde zum Synonym für den zuvor üblichen griechischen Begriff Anthropophage.
Im heutigen Deutsch wird die Bezeichnung Menschenfresser vor allem für Märchen- und Sagenfiguren oder -völker gebraucht.

## Anthropophagie

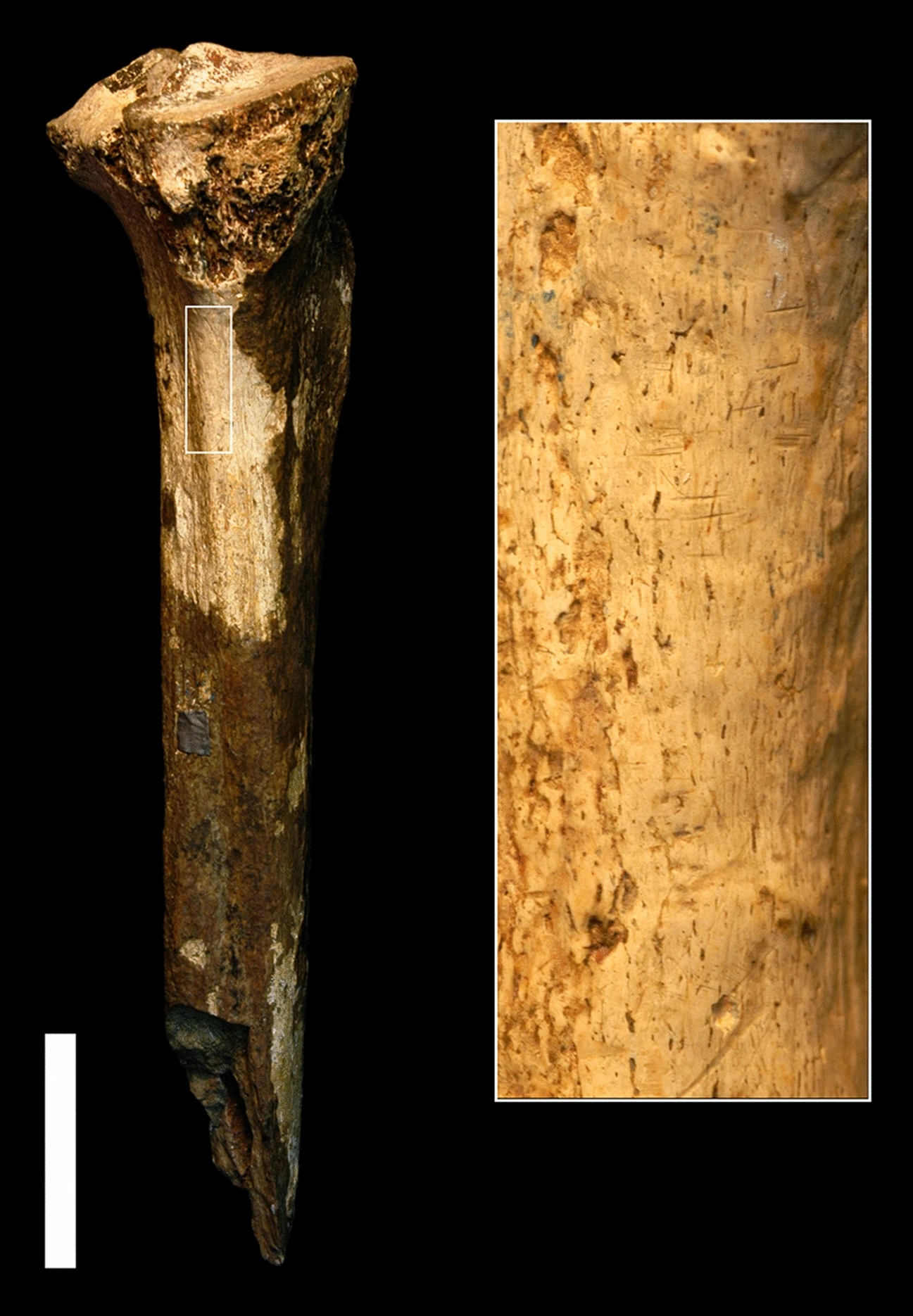
Schnittspuren auf dem homininen Schienbein-Knochen KNM-ER 741 aus der Fundstätte Koobi Fora in Kenia (Markierung: 4 cm)

Im Juni 2023 wurden an dem homininen Schienbein-Knochen KNM-ER 741 Schnittspuren beschrieben, bei denen es sich den Forschern zufolge um „die ersten (und bisher einzigen) Schnittspuren“ handelt, die an einem homininen Fossil aus dem Altpleistozän gefunden wurden. Dem in Kenia in der Fundstätte Koobi Fora entdeckten Fossil wurde ein Alter von 1,45 Millionen Jahren zugeschrieben. Sollten Datierung und Zuordnung zu einer Art der Hominini – das heißt: zu den frühen Verwandten des Menschen – zutreffend sein, könnte es sich bei diesem Fund der Fachzeitschrift Nature zufolge um den frühesten Beleg von Kannibalismus im Formenkreis des Menschen handeln.

### Unterschiedliche Kontexte und Motive für Kannibalismus
Christian Spiel unterscheidet in seinem Buch Menschen essen Menschen – Die Welt der Kannibalen verschiedene Arten des Kannibalismus nach den Motiven und Anlässen:
- mythisch begründeter Kannibalismus – in Weltschöpfungsmythen geschilderte Weltschöpfung durch Kannibalismus
- religiöser Kannibalismus – Körperteil als direkte Opfergabe an die Götter (beispielsweise das Herz bei den Azteken für den Sonnengott, damit die Sonne jeden Tag neu ihren Lauf über den Himmel ausführen kann; der rohe Leichenrest für die Menschen als Omophagie)
- ritueller Kannibalismus als „Bestattung im Menschen“ – den Geopferten oder den Verstorbenen in sich aufnehmen und so seine Wiederkehr verhindern
- Pietätskannibalismus – den Verwandten, sei es ein Vorfahre oder ein eigenes Kind, aus Respekt, Liebe oder Trauer würdevoll ehren, aber auch sicher verwahren
- Angst-Kannibalismus – den getöteten Feind am sichersten denkbaren Ort, in sich selbst, verwahren und so seine Wiederkehr verhindern
- magischer Kannibalismus – Vorstellung, dass Eigenschaften wie Kraft und Mut vom Opfer durch Verzehren auf den Esser übergehen
- justizieller oder Gerichts-Kannibalismus – das Verspeisen von Verurteilten oder das Trinken ihres Blutes
- Kannibalismus zu Ernährungszwecken in extremen Notlagen
- Kannibalismus als sexueller Fetischismus

Nicht in den Blick genommen hat er den in Europa weit verbreitet gewesenen medizinischen Kannibalismus.

### Kontroverse Bewertungen
Die Schilderung von Kannibalismus, insbesondere in älteren Berichten, aber auch die entsprechende Interpretation archäologischer Funde wird von einigen Autoren scharf kritisiert oder als unzutreffend angesehen. Der Vorwurf des Kannibalismus sei bis in die jüngste Vergangenheit in Europa als Vorwand für die Diskriminierung von indigenen Völkern und anderen Ethnien benutzt worden. Auch könnten Ergebnisse archäologischer Forschung nicht eindeutig bestätigt werden. Es wurden mehrmals entsprechende Fehlinterpretationen aufgedeckt, etwa indem nachgewiesen wurde, dass Kratzspuren, die zuerst als Anzeichen für Kannibalismus gedeutet wurden, von Tieren stammten. Das Fehlen von Organen könne auch von Begräbnisritualen herrühren, wenn z. B. im alten Ägypten während der Mumifizierung die inneren Organe entnommen wurden. Umstritten ist auch die Inschrift der ägyptischen Kannibalenhymne.
Die modernen Untersuchungsmethoden der Archäologie haben allerdings ausreichend glaubhafte Belege für das Vorkommen von Kannibalismus in verschiedenen Kulturräumen erbracht. Ein Beispiel sind Funde einer Forschungsgruppe 1999 in einer Höhle in Moula-Guercy, Frankreich. Die gefundenen menschlichen Knochenreste waren nach derselben Methode zerkleinert worden wie tierische. In einer präkolumbischen Siedlung der Anasazi im heutigen US-Bundesstaat Colorado wies eine Gruppe von Medizinern unter der Leitung von Jennifer und Richard Marler in den gefundenen Kochtöpfen und Exkrementen Spuren von menschlichem Myoglobin nach, die nur von der Zubereitung bzw. dem Verzehr von Menschenfleisch stammen können.

### Archäologische Befunde in Europa
„Als archäologische Kriterien für Kannibalismus gelten Knochenzertrümmerungen, Hack- und Schnittspuren, Längsspaltung der Röhrenknochen zur Mark- und Öffnung des Schädels zur Gehirnentnahme sowie Feuereinwirkung, die in gleicher oder ähnlicher Weise auch an Tierknochen vorkommen und auf die gleiche Behandlung von Mensch und Tier schließen lassen.“

#### Homo antecessorundHomo erectus
Bereits rund 800.000 Jahre alte Knochenfunde von Homo antecessor wurden als Beleg für kannibalistische Praktiken interpretiert, was anhand von Schnittspuren auf Funden aus dem Jahr 1997 aus Atapuerca (nahe Burgos, Nordspanien) geltend gemacht wird. In Bilzingsleben (Thüringen) wurde ein etwa 300.000 Jahre altes Pflaster-Halbrund gefunden, das als Ritualplatz gedient haben könnte. Reste von zertrümmerten Schädeln des Frühmenschen Homo erectus wurden vom Ausgräber Dietrich Mania als Beweise einer Gehirnentnahme interpretiert (funeraler Kannibalismus).

#### Neandertaler
In der Höhle von Krapina nördlich des kroatischen Zagreb barg man von 1899 bis 1905 zerschlagene und teilweise angebrannte Knochenreste von mindestens 24 Neandertalern, was als „ritueller Kannibalismus“ gewertet wurde. Dem wird entgegengehalten, dass die vermeintlich authentischen Schnittspuren an den Schädeln als Kratzer zum Teil erst nach der Konservierung entstanden sein können. Als Nachweis für Kannibalismus ist die Fundstelle laut einer eingehenden Untersuchung von 2008 ungeeignet.
In einer Höhle im Hortus-Massiv (Südfrankreich) wurden Reste von bis zu 36 Menschen gefunden, deren Knochen allesamt zerbrochen waren und die inmitten von Mahlzeit- und Tierresten lagen.
Auch Schnittspuren an einem Unterkiefer mit Neandertalermerkmalen aus der Höhle von Les Rois (bei Mouthiers-sur-Boëme) wurden als möglicher Beleg für Kannibalismus gewertet, der von Cro-Magnon-Menschen des Aurignacien praktiziert worden sein soll. Doch widersprach dem eine Untersuchung des Jahres 2009, die zu dem Schluss kommt, dass dem Zusammenhang nach gesicherte Informationsstücke, die notwendig sind, um einem kannibalistischen Zusammenhang den Vorzug zu geben, fehlen.

#### Jungsteinzeit
Aus der jungsteinzeitlichen Bandkeramischen Kultur stammen die Funde aus der Jungfernhöhle von Tiefenellern in Franken mit Schnittspuren, die als Zeichen von Kannibalismus interpretiert wurden. Die Art der Niederlegung wird heute jedoch als Sekundärbestattung gewertet. Weitere Fundorte sind die Höhle Hanseles Hohl im Landkreis Dillingen a. D., Ober-Hörgern im Wetteraukreis und der Opferplatz von Zauschwitz im Landkreis Leipzig. An diesen Orten haben Angehörige der Bandkeramischen Kultur angeblich Opfer dargebracht. Um den Fundplatz Herxheim wurde eine weitere Kontroverse um Kannibalismus am Ende der Bandkeramik geführt.
Die ab 1986 untersuchte Fontbrégoua-Höhle in der Provence, Frankreich ist ein weiterer diskutierter Befund.

### Tradition, Ritual und Religion
Der rituelle Verzehr von Menschenfleisch, teilweise als Menschenopfer, wurde in verschiedenen Kulturen ausgeübt. Dabei waren es vor allem die Körper oder Körperteile besiegter Feinde (Exokannibalismus), welche verzehrt wurden, um deren Kräfte zu erlangen. Die Verzehrenden wollten Eigenschaften der Toten wie Stärke oder Intelligenz mit der Mahlzeit aufnehmen. Deshalb wurden Körperteile bevorzugt, bei denen der Sitz der Zauberkraft der Seele vermutet wurde, etwa Gehirn und Herz. Einige Völker aßen jedoch vornehmlich Körperteile verstorbener Verwandter und Freunde (Endokannibalismus). Die Aufnahme in den Körper der Lebenden diente dem Erhalt der Seele des Verstorbenen. Während der Sitzung des UN-Expertenmechanismus für die Rechte indigener Völker im Jahr 2017 wurde über Fälle von fortlaufend praktiziertem Kannibalismus im Kongobecken berichtet, denen die Überzeugung einiger Bantu zugrunde lag, der Verzehr von Pygmäenfleisch würde sie unverwundbar machen und sogar vor Gewehrkugeln schützen.

#### Amerika
Brandspuren an Knochen der Anasazi-Indianer aus präkolumbischer Zeit werden als Hinweis auf Kannibalismus gedeutet. Möglicherweise stammen die Spuren aber von Hinrichtungsritualen, die Diskussion darüber wird kontrovers geführt. Im Jahre 1150 n. Chr. wurden nach Überzeugung des Forschers R. Marlar in Colorado von den Anasazi Feinde getötet und verzehrt. Das Fleisch der Bewohner „dreier Erdhäuser“ wurde in Töpfen gegart, deren Scherben man in einer Erdgrube fand. Mit über 1.000 Schnittspuren versehene Knochen von mindestens sieben Menschen beiderlei Geschlechts blieben auf dem Hüttenboden zurück. Bevor einer der Täter den Platz verließ, verrichtete er in der Feuerstelle seine Notdurft. Die Menschenfleischspuren konnte R. Marlar mit biochemischen Methoden an den Scherben und in den Exkrementen nachweisen. „Es fand sich auch Myoglobin, ein Protein, das für die Sauerstoffspeicherung in den Muskeln zuständig ist. Diesen Stoff entdeckte er im getrockneten Kot, den er in Größe und Form als mit menschlicher Provenienz übereinstimmend befand. Myoglobin kommt im Skelett- und Herzmuskelgewebe, nicht aber im Verdauungstrakt vor. Wenn es in Exkrementen gefunden wird, kann es nur von Menschenfleisch stammen, das gegessen wurde“, so Marlar.
Im Opferkult der Azteken sollen in religiösen Schlachtfesten von 1325 bis 1519 (Beginn der spanischen Eroberung Mexikos) jeweils bis zu 14.000 Opfer verspeist worden sein. Dazu zählten oft Tausende von Kriegsgefangenen aus gegnerischen Stämmen. Das Herz ging dabei für die Verwendung in Feuer-Ritualen an die Priester, die Schädel wurden in einem Tzompantli aufgereiht. Der Rest des Körpers ging an die Familie des Kriegers, der das Opfer gefangen hatte. Bernal Díaz del Castillo fand allein in der Stadt Xocotlan über 100.000 als Reliquien aufbewahrte Schädel. In Zultepec fanden Archäologen die Beweise, dass an diesem Ort 550 Menschen geopfert und zum Teil verspeist wurden. Bei den Azteken gehörte ritueller Kannibalismus zu den Fruchtbarkeitsriten. Auf besonderes Interesse der europäischen Kolonisatoren stießen dabei junge männliche Priester, die mit der abgezogenen Haut einer Frau bekleidet waren.
Die Ethnologin Beth Conklin von der Vanderbilt University in Tennessee beschrieb in ihrem Buch Consuming Grief den im brasilianischen Regenwald lebenden Stamm der Wari', die sowohl Endo- als auch Exokannibalismus, ersteres als Mittel des Umgangs mit der Trauer, praktizierten. Beim Verzehr von Feinden wurde dessen Körper keinerlei Respekt entgegengebracht und wie der eines erlegten Tieres behandelt (Dominanzverhalten). Eigene Stammesangehörige hingegen wurden respektvoll in aufwändigen Bestattungszeremonien partiell verspeist. Allerdings beruhen ihre Feststellungen nicht auf eigener Beobachtung, sondern auf den Erinnerungen der Wari'. Darüber hinaus räumt sie ein, dass anthropologische oder ethnologische Augenzeugenberichte über Kannibalismus nicht existieren.

#### Ozeanien
James Cook wurde auf seiner zweiten Südseereise auf Neuseeland gemeinsam mit der gesamten Schiffsmannschaft (u. a. den Naturwissenschaftlern Georg und Johann Reinhold Forster, dem Bordastronomen William Wales und dem dritten Leutnant Richard Pickersgill) Augenzeuge des Kannibalismus der Māori. Ein Māori war bei einer Stammesfehde erschlagen worden und die Sieger hatten den Körper zerstückelt und teilweise verzehrt. Cooks dritter Offizier Richard Pickersgill kaufte einem Māori den Kopf ab und nahm ihn mit an Bord des Schiffes Resolution. Am Nachmittag kamen einige der siegreichen Māori an Bord:

„So bald sie des Kopfes ansichtig wurden, bezeugten sie ein großes Verlangen nach demselben, und gaben durch Zeichen zu verstehen, dass das Fleisch von vortrefflichem Geschmack sei. [Pickersgill] erbot sich, ihnen ein Stück von der Backe mitzutheilen […] sie wolltens aber nicht roh essen, sondern verlangten es gar gemacht zu haben. Man ließ es also in unsrer aller Gegenwart ein wenig über dem Feuer braten, und kaum war dies geschehen, so verschlungen es die Neu-Seeländer vor unsern Augen mit der größten Gierigkeit.“

 Die Begebenheit ist in mehreren privaten Bordtagebüchern der Reiseteilnehmer Cooks dokumentiert. Der Naturwissenschaftler Georg Forster vermutete „Wut und Rachsucht“ als Ursache des Kannibalismus, während der Bordastronom William Wales meinte, dass die Māori Menschenfleisch „wegen des Geschmacks“ mochten. Einig waren sich die Beobachter, dass der Kannibalismus keinesfalls durch Hunger oder Mangel an Fleisch verursacht war.
Der französische Seefahrer Joseph Bruny d’Entrecasteaux berichtete bereits 1793 vom Kannibalismus in Neukaledonien. 1850 wurde fast die gesamte Mannschaft eines französischen Schiffes von den Kanaken getötet und verspeist. Zuvor waren auch Missionare Opfer der Angriffe.
In Papua-Neuguinea soll für den Stamm der Fore belegt sein, dass sie das Fleisch der verstorbenen Angehörigen aus rituellen Gründen essen. Darauf soll auch die Ausbreitung der Kuru-Krankheit zurückzuführen sein. Dies wird allerdings von manchen Autoren in Frage gestellt. Von rituellem Kannibalismus wird zumindest bis zur späten Mitte des 20. Jahrhunderts beim Volk der Korowai-Waldnomaden in der Provinz Papua im südöstlichen Teil Westpapuas berichtet. Personen, von denen man annahm, sie seien der Hexerei verfallen (khakhua), tötete man mit einem Pfeilschuss ins Herz. Danach wurden sie ausgeweidet, zerlegt und in Bananenblättern verzehrfertig gemacht.
Nirgendwo in ganz Melanesien habe die Ausdehnung und Grausamkeit des Kannibalismus so grassiert wie auf den Fidschi-Inseln, erklärt der römisch-katholische Bischof Wilhelm Schneider (1885) und beruft sich auf Berichte aus den 1850er Jahren. Jedes bedeutende Fest sei mit „Menschenfraß“ begonnen und beendet worden. Zuweilen habe man die Opfer sogar lebendig geschmort. Am 21. Juli 1867 soll der englische Missionar Thomas Baker in dem Dorf Nabutautau, das zu Fidschi gehört, auf Grund einer Tabuverletzung verspeist worden sein. Es gilt auf den Fidschi-Inseln als Beleidigung, wenn man die Kopfhaare eines anderen berührt. Die Bewohner der Insel entschuldigten sich bei den Nachfahren Bakers im Jahr 2003 in feierlicher Form.

#### China
In China haben sich bis in die heutige Zeit spezielle Bestattungsrituale und ein Ahnenkult erhalten, die wesentliche Bestandteile der chinesischen Kultur sind. Den Verstorbenen werden vor ihrer Beerdigung von den leiblichen Verwandten Opferspeisen dargebracht, die heute vor allem aus Reisgerichten bestehen. Die Quellen belegen jedoch, dass früher auch Menschenopfer üblich waren, die dann auch rituell verspeist wurden. „Über die Länge der chinesischen Geschichte hinweg lässt sich bei den Opferspeisen eine Entwicklung ablesen. Sie reicht vom Menschenopfer zum Tieropfer und schließlich zum vegetarischen Opfer. (…) Das Opfern von Menschen bedeutete zugleich das Verspeisen von Menschen.“
Auch verhasste Feinde wurden mitunter als besondere Strafe und als Ausdruck des Triumphes im alten China verspeist, ebenfalls zu Ehren der eigenen Ahnen. „Als zum Beispiel Zhou, der letzte Herrscher der Shang-Dynastie, sich durch Vorwürfe zweier Herren in seiner Ehre getroffen fühlte, ließ er den einen zu Hackfleisch in Pökelsoße verarbeiten, den anderen kochen und ihn, gewürzt und in Scheiben geschnitten, servieren. Diese Speise opferte er unter Beachtung der Riten im Tempel seiner Ahnen.“ Obwohl Kannibalismus unter dem Einfluss des Buddhismus unüblich wurde, kam er Quellen zufolge auch in jüngster Vergangenheit noch vor, allerdings nicht mehr religiös motiviert. Der bekannte chinesische Schriftsteller Zheng Yi dokumentierte einige Fälle von Kannibalismus während der Zeit der Kulturrevolution im Autonomen Gebiet Guangxi, wo angebliche Klassenfeinde zu Opfern wurden.
„Kannibalismus gab es in historischer Zeit auch, wenn jemand eines natürlichen Todes in der Familie gestorben war. Hier diente der Kannibalismus zugleich dazu, die Knochen des Toten von der Verunreinigung durch das sich zersetzende Fleisch des Leichnams zu befreien. Der Leichnam wurde auf diese Weise rituell gereinigt. Dies geschah dadurch, dass der Nachfolger des Verstorbenen in der Familienhierarchie vom Fleisch des Verstorbenen aß oder eine davon bereitete Brühe trank. (…) Dieser innerhalb der Familie praktizierte Kannibalismus galt als eine Pflicht der Pietät gegenüber dem Verstorbenen.“

### Medizinischer Kannibalismus (Europa)
Im alten Rom wurde frisches Gladiatorenblut gegen Epilepsie gereicht.
Neueren medizinhistorischen Forschungen der Kulturhistorikerin Anna Bergmann (2004) und des britischen Medizinhistorikers Richard Sugg (2006) zufolge gab es in Europa bis ins 18. Jahrhundert hinein einen weit verbreiteten medizinischen Kannibalismus. Körperteile von Hingerichteten sowie deren Blut wurden vom Henker an das Volk und an Apotheker verkauft und dann für medizinische Zwecke genutzt. Das Fett („Armensünderfett“) und das Fleisch („Schelmenfleisch“) der „armen Sünder“ – auch das ungeborener und ungetauft gestorbener Kinder – wurden zu allerlei magischen Ingredienzien weiterverarbeitet, die man teilweise schluckte, teilweise sich als Salben ins Gesicht und auf den Körper schmierte. Man versprach sich Abhilfe etwa gegen Gicht und Arthrose und gegen Krankheiten, für deren Entstehung das verhängnisvolle Wirken von Dämonen als ursächlich angenommen wurde. Aus dem 17. Jahrhundert ist z. B. ein Rezept des deutschen Arztes Johann Schröder überliefert, das die Zubereitung von menschlichem Muskelfleisch beschreibt. Ähnlich beschreibt die amerikanische Anthropologin Beth A. Conklin unter Berufung auf die 1896 erschienene Veröffentlichung von Mabel Peacock: „In Dänemark wurde von Epileptikern berichtet, die, mit einer Schale zur Hand, in Gruppen um das Schafott standen, bereit das rote Blut zu trinken, das aus den noch zitternden Körpern floss.“ Noch in den 1870er Jahren – z. B. 1879 in Berlin – kam es in Norddeutschland zu Grabschändungen, wobei Leichen Fleischstücke und Blut entnommen wurde, in der Absicht, damit Kranke zu „kräftigen“ (vgl. Störung der Totenruhe).
Der britische König Karl II. soll täglich ein Destillat aus menschlichen Hirnen („des Königs Tropfen“) zu sich genommen haben. Diese Form der magischen Medizin beruhte auf der Vorstellung von Einheit von Körper und Seele sowie dem Glauben, dass die Inkorporierung von Teilen eines geläuterten Sünders heilende Wirkung habe.
Seit dem Mittelalter wurden auch pulverisierte altägyptische Mumien unter der Bezeichnung Mumia als Heilmittel betrachtet und in europäischen Apotheken verkauft. Dahinter stand die Annahme, dass der gute Erhaltungszustand der einbalsamierten Körper ein Zeichen für darin enthaltene besondere Heilkräfte sei. Seit dem 16. Jahrhundert galt die Mumia, die aus Körperteilen von Hingerichteten hergestellt wurde, als besonders wirkungsvoll. Es gab jahrhundertelang bis in die 1920er Jahre hinein einen ausgedehnten Handel mit echten und gefälschten Mumien. Aus dem Pulver wurden Tinkturen und Salben hergestellt, die innerlich oder äußerlich angewendet bei diversen Beschwerden und Krankheiten helfen sollten. Seit dem 19. Jahrhundert fand Mumia aber fast nur noch in der Tiermedizin Verwendung.

### Kannibalismus in Extremsituationen

#### Mittelalter und Frühe Neuzeit
Durch Klimaverschlechterung in Mitteleuropa wird zum extremen Hungerjahr 784 über vereinzelte Fälle von Kannibalismus berichtet. Während des Massakers von Maarat an-Numan im Jahr 1098 kam es aufgrund einer Hungersnot zu Kannibalismus durch christliche Kreuzritter an der einheimischen muslimischen Bevölkerung.
Im „Hungerwinter“ 1609/1610 verspeisten Bewohner von Jamestown (Virginia), der ersten dauerhaft besiedelten englischen Kolonie in Nordamerika, ein 14 Jahre altes Mädchen, um dem Hungertod zu entgehen.
Im Dreißigjährigen Krieg dokumentierte der Pfarrgeistliche Michael Lebhardt von Kutzenhausen, einem Nachbardorf von Agawang (Nähe Augsburg), am 3. Februar 1635 den Verzehr von Menschenfleisch. Er berichtete darüber seinem Vorgesetzten Kaspar Zeiler, der den Pfarrgeistlichen anhielt, angesichts der extremen Hungersnot Milde walten zu lassen.

#### 19. Jahrhundert
Mitunter kam es bei Schiffbruch zu Kannibalismus, um das eigene Leben zu erhalten, wenn auch nur wenige dokumentierte Fälle, wie der beim Verlust der französischen Fregatte Méduse 1816.
Am 20. November 1820 sank im Pazifik der von einem wütenden Pottwal gerammte Walfänger Essex. Die überlebenden Matrosen konnten sich mit den kleinen Walfangbooten retten und trieben wochenlang im Pazifik. Den Strapazen nicht mehr gewachsen, begannen die Männer der Essex zu sterben. Die zwei ersten Toten bestattete man noch nach Seemannsart. Dann begannen die halb verhungerten Seeleute, ihre toten Kameraden zu verspeisen. Als auch das nicht mehr satt machte, zogen sie das Los. Ein anderer Walfänger fand schließlich die letzten zwei Überlebenden, „die Haut mit Geschwüren übersät, nagten die Schiffbrüchigen mit hohlwangigen Gesichtern an den Knochen ihrer toten Kameraden. Selbst als schon die Retter herbeieilten, wollten sie nicht von ihrem grausigen Mahl lassen.“
1822 flüchteten Alexander Pearce und weitere sieben Häftlinge von der Strafkolonie Macquarie Harbour auf Sarah Island und versuchten die etwa 215 km lange Strecke nach Hobart zurückzulegen. Der Weg führte dabei durch die unbewohnte und unwirtliche Westküste Tasmaniens. Zwei der Häftlinge gaben auf und starben nach ihrer Rückkehr aufgrund der Anstrengungen, vier weitere wurden nach und nach mit einer Axt erschlagen, um als Nahrung für die anderen zu dienen. Am Ende überlebte nur Alexander Pearce, der das Fleisch aller vier gegessen hatte. Nach über 100 Tagen wurde er wieder gefasst, wobei ihm mit seinem Mithäftling Thomas Cox erneut die Flucht gelang. Diesen tötete er nach kurzer Zeit und verspeiste Teile von dessen Leiche, weitere Teile nahm er als Verpflegung mit. Alexander Pearce wurde zehn Tage später erneut gefasst und 1824 hingerichtet. Sein Schädel befindet sich bis heute im Besitz der University of Pennsylvania in Philadelphia. Sein Leben wurde in mehreren Filmen, darunter in The Last Confession of Alexander Pearce, verfilmt.
Die Franklin-Expedition, eine britische Polarexpedition unter der Leitung von Sir John Franklin, die 1845 zur Erforschung der Nordwestpassage aufbrach, endete in einer Tragödie. Die beiden Schiffe der Expedition, HMS Erebus und HMS Terror, blieben im arktischen Eis stecken. Die gesamte Besatzung von 129 Mann kam ums Leben. Archäologische Funde und forensische Untersuchungen haben Hinweise darauf geliefert, dass die Besatzungsmitglieder in ihrer Verzweiflung Kannibalismus begingen. Diese Erkenntnisse basieren auf Untersuchungen von Knochenfunden, die Schnittspuren und andere Anzeichen von menschlicher Bearbeitung aufweisen.
Als Donner Party ging eine Reisegruppe von 87 amerikanischen Siedlern in die Besiedlungsgeschichte des amerikanischen Westens ein, die im Jahr 1846 Kalifornien erreichen wollte. In der Sierra Nevada wurde sie vom Winter überrascht und litt Hunger. Insgesamt 34 Teilnehmer des Trecks starben. Die anderen überlebten laut Tagebuchaufzeichnungen und Berichten der Suchtrupps möglicherweise nur durch den Kannibalismus an den toten Gruppenmitgliedern. Es ist unklar, ob einzelne der Tötungen der sich aufspaltenden Reisegruppe zur Nahrungsbeschaffung erfolgten.
1884 geriet das britische Segelschiff Mignonette im Südatlantik in Seenot. Vier Besatzungsmitglieder konnten sich in ein kleines Ruderboot retten. Nachdem sie fast drei Wochen gehungert hatten, beschlossen sie, den 17-jährigen Schiffsjungen zu töten und zu verspeisen. Dieser war angeblich bereits todkrank, da er Meerwasser getrunken hatte. Später wurden die verbliebenen drei von einem deutschen Segelschiff gerettet. Drei Monate später wurden sie in England wegen Mordes angeklagt und verurteilt.

#### 20. Jahrhundert

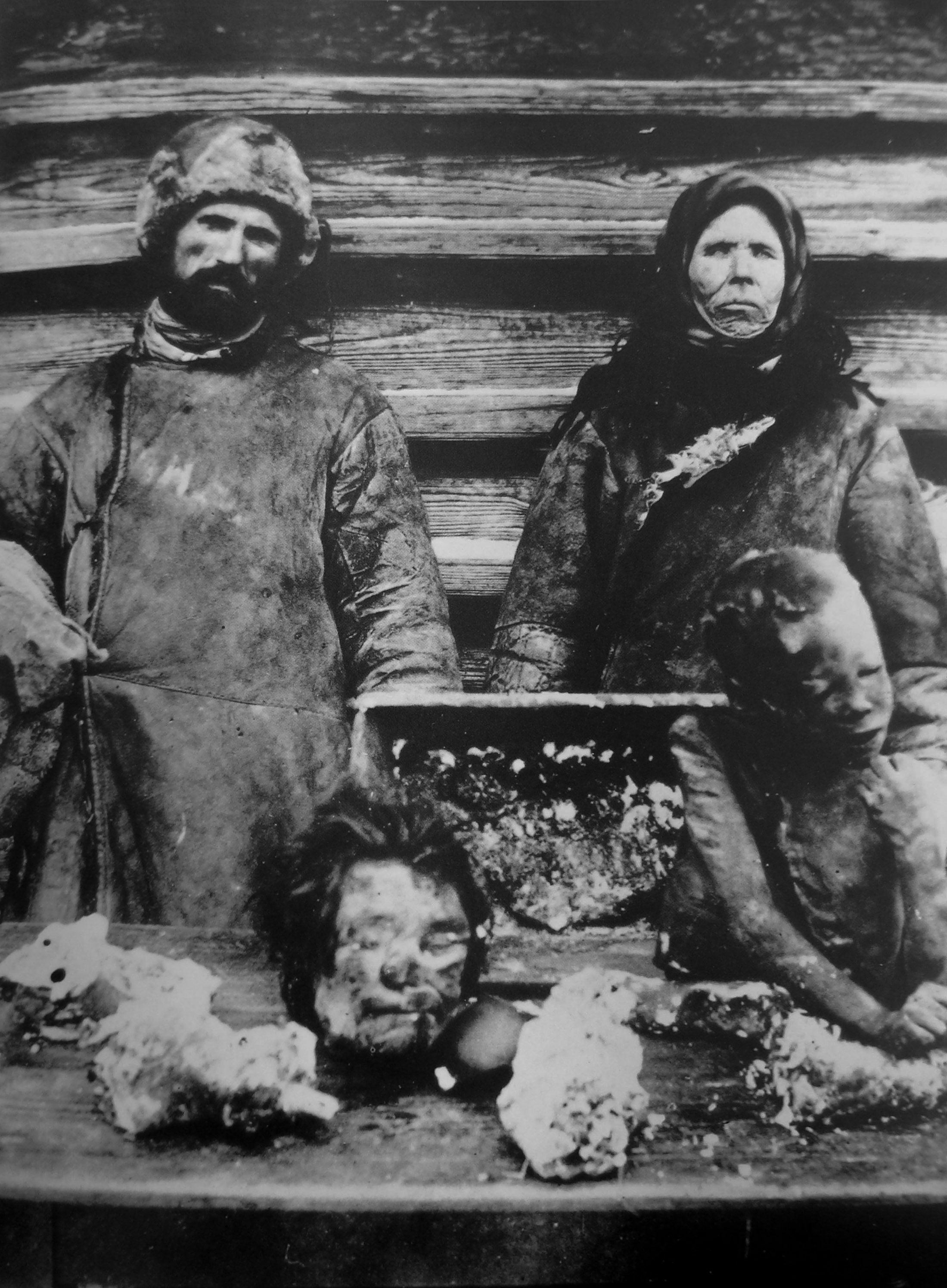
Kannibalismus während der Hungersnot in Sowjetrussland 1921–1922

In der Sowjetunion ist Kannibalismus im Zuge großer Hungersnöte aufgetreten, sowie im Zuge von Deportationen während der Stalinzeit, etwa die Tragödie von Nasino. Der Verzehr von Leichen in Notsituationen ereignete sich vielfach im Zweiten Weltkrieg, so während der Leningrader Blockade (1941–1944). Belegt ist Kannibalismus aus Hunger auch unter Kriegsgefangenen in sowjetischen Lagern dieser Zeit. Ein in sowjetische Gefangenschaft geratener deutscher Arzt sagte bei seiner späteren Befragung: „Aus dem Lager, in dem ich selbst war, weiß ich aus eigener Erfahrung, dass der Hunger dort zum Kannibalismus führte. Von den nachts Gestorbenen waren am nächsten Morgen sichtbar Leichenteile angeknabbert.“
Weitere Fälle von Kannibalismus während des Zweiten Weltkrieges ereigneten sich im Pazifikkrieg. 1942 waren 160.000 Japaner auf Papua-Neuguinea stationiert und kämpften dort gegen die Alliierten. Die Soldaten wurden von der japanischen Armee nicht mehr mit Nahrung versorgt, und die Nahrungssituation dort spitzte sich rasch zu. Daher wurden zunächst gefallene Australier verspeist. Doch rasch wurden auch lebende australische Kriegsgefangene zum Verzehr getötet, vereinzelt auch japanische Soldaten. Von den japanischen Soldaten überlebten nur rund 10.000. Der japanische Historiker Yuki Tanaka geht davon aus, dass der Großteil dieser Überlebenden Kannibalismus praktiziert hatte. Ähnliche Berichte sind von japanischen Soldaten auf den Philippinen und Chichi-jima bekannt.
Zwischen 1959 und 1961 kam es während der Kampagne Großer Sprung nach vorn zur Großen Chinesischen Hungersnot, die zu verschiedenen Formen von Kannibalismus führte, über den in umfassenden mündlichen Berichten sowie einigen offiziellen Dokumenten berichtet wird. Aufgrund des Umfangs der Hungersnot wurde der daraus resultierende Kannibalismus als so noch nie in der Geschichte des 20. Jahrhunderts dagewesen beschrieben. Auch aus politischen Gründen kam es bei Massakern durch die Kommunistische Partei Chinas zu Fällen von Kannibalismus, siehe Massaker von Guangxi.
Mediale Aufmerksamkeit erfuhr ein Flugzeugabsturz in den chilenischen Anden 1972, der auch unter den Titeln Überleben! (1993) sowie Die Schneegesellschaft (2023) verfilmt wurde.
In dem Dokumentarfilm Children of the Secret State (2001) berichten Flüchtlinge aus Nordkorea über die dortige Hungersnot, die auch zu Kannibalismus führt. Den Berichten zufolge wird Menschenfleisch auf dem Schwarzmarkt als Schweinefleisch verkauft.

### Psychologie und Psychiatrie
In der Psychiatrie wird sexuell motivierter Kannibalismus bei Menschen auch als Nekrophagie bezeichnet und von Fachleuten aus den Bereichen Sexualwissenschaft und Sexualmedizin im Kontext mit diversen Paraphilien verortet. Bei Sexualdeliquenten sind aus kriminalistischer Sicht insbesondere die vorherige Tötung des Opfers sowie eine mögliche Tateinheit mit Nekrophilie relevant. Es gibt zwar therapeutische Angebote, bei denen Betroffene sich mit paraphilen Neigungen auseinandersetzen, die Nachfrage ist jedoch deutlich höher.
Tiefenpsychologen sehen in Geschichten, die von Menschenfresserei handeln, Probleme, Ängste und Traumata der beginnenden Pubertät und Mutter/Kind-Ablösung, Sexualität und Trieb, aber auch die Angst vor dem eigenen Alter und Tod literarisch verarbeitet und umgesetzt.
Die Begriffe Gynophagie (altgriechisch γυνή gynḗ „Frau“, φαγεῖν phageĩn „essen“) und analog dazu Androphagie (ἀνήρ anḗr „Mann“, Genitiv ἀνδρός andrós) bezeichnen Paraphilien, bei denen kannibalistische Handlungen Gegenstand sexueller Fantasien oder Taten sind. Seit den 1990er Jahren wurden im Internet Comiczeichnungen von Dolcett verbreitet, welche sich im Wesentlichen mit Gynophagie beschäftigen.
Das mediale Interesse an öffentlich bekannt gewordenen Fällen ist hoch, wie die umfangreiche Berichterstattung über Fälle wie Armin Meiwes und Jeffrey Dahmer zeigt.
Bei manchen psychischen Störungen, z. B. schweren Fällen von Schizophrenie, Paraphilie oder Drogenkonsum, kann es auch zu einem Autokannibalismus kommen, bei dem Personen Teile ihres Körpers essen. Dieses Phänomen wird auch Erysichthon-Syndrom oder Autophagie genannt, Letzteres ist nicht mit dem gleichnamigen zellulären Prozess zu verwechseln.

### Kriminalfälle im 20. und 21. Jahrhundert
Bekannt gewordene Fälle von Kannibalismus im 20. und 21. Jahrhundert haben oftmals über die Medien weite Verbreitung und Beachtung gefunden und erregten starkes Aufsehen in der Öffentlichkeit.
Karl Denke ermordete zwischen 1903 und 1924 mindestens 26 Männer und vier Frauen. Bei ihm wurden Behälter mit gepökeltem Menschenfleisch und eine Liste mit Angaben unter anderem zum „Schlachtgewicht“ seiner Opfer gefunden. Der Serienmörder Joachim Kroll wurde 1976 von der Polizei festgenommen, als er gerade die Hand seines letzten Opfers zum Verzehr zubereitete. Issei Sagawa tötete 1981 in Paris eine Frau und aß Teile ihres Körpers.
Der US-amerikanische Serienmörder Jeffrey Dahmer, der als Kannibale von Milwaukee bekannt wurde, beging von 1978 bis 1991 in den Vereinigten Staaten 17 Morde und gestand nach seiner Verhaftung, in drei Fällen Kannibalismus praktiziert und ein Herz sowie Muskelfleisch seiner Opfer verzehrt zu haben. Der ukrainisch-russische Serienmörder Andrei Tschikatilo wurde 1994 als Monster von Rostow wegen 53 Morden vor allem an Frauen und Kindern, die er teilweise gegessen hatte, hingerichtet.
Im Jahr 2001 stellte sich ein Mann als Opfer für ein kannibalisches Essen zur Verfügung, das der Rotenburger Armin Meiwes vornahm. Mit Einwilligung des Opfers hat Meiwes Teile dieses Körpers vor laufender Kamera gegessen. Meiwes wurde als Kannibale von Rotenburg bekannt. Ein ähnlicher Fall des eingewilligten Kannibalismus fand im Jahr 2013 im Osterzgebirge statt, wobei der Täter als Kannibale vom Gimmlitztal bekannt wurde.

### Krankheitsübertragung durch Kannibalismus
Die für die Rinderkrankheit BSE und die Scrapie der Schafe verantwortlichen Prionen werden insbesondere durch den Verzehr befallener Organe des zentralen Nervensystems (ZNS) oder kontaminierter anderer Teile übertragen. Dies ist auch der Fall bei der Krankheit Kuru, die Mitte des 20. Jahrhunderts epidemisch bei dem Stamm der Fore in Papua-Neuguinea beobachtet und ursächlich auf rituellen Kannibalismus zurückgeführt wurde. Nach dem Verbot des Kannibalismus 1954 nahm auch die Erkrankungshäufigkeit stetig ab, um gegen Ende des Jahrhunderts auf null zu gehen. Es werden auch alternative Erklärungen diskutiert.

## Kulturelle Bearbeitungen des Themas

### In der Mythologie
- Der Ouroboros ist ein bereits in der Ikonographie des Alten Ägyptens belegtes Bildsymbol[67] einer Schlange, die sich in den eigenen Schwanz beißt (Autokannibalismus) und so mit ihrem Körper einen geschlossenen Kreis bildet.

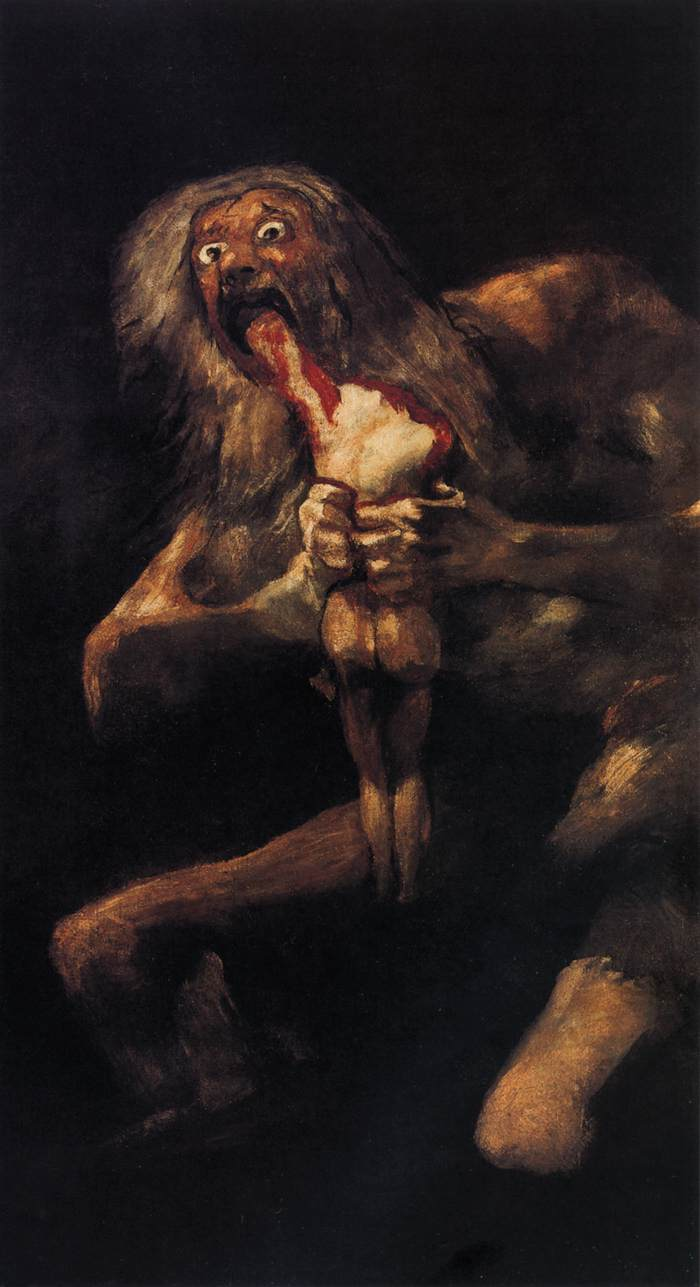
Francisco de Goya: Saturn frisst eines seiner Kinder

- In der griechischen Mythologie verspeist Kronos seine Kinder, weil er um seine Herrschaft fürchtet. Zeus überlebt, weil seine Mutter Rhea dem Kronos statt seiner einen in eine Windel gewickelten Stein gibt.
- Die Göttin Athene entspringt dem Kopf ihres Vaters Zeus, der sie mitsamt ihrer schwangeren Mutter zuvor gefressen hatte. Athene jedoch überlebt und wandert im Körper ihres Vaters bis in seinen Kopf.
- Prokne, die Frau des Tereus, kochte den gemeinsamen Sohn und setzte ihn dem unwissenden Ehemann zum Essen vor, weil dieser ihre Schwester Philomele vergewaltigt hatte. Der Stoff wurde um 1387 von Geoffrey Chaucer in The Legend of Good Women wiedererzählt.
- Die Schöpfungsgeschichte der südamerikanischen Yanomami handelt davon, wie sich die „ersten Wesen“ in einem Wechselspiel aus Mord, Vergewaltigung und Kannibalismus gegenseitig ausrotten, so dass aus einem überlebenden Geist die ersten Yanomami werden. Unter anderem töten zwei junge Männer einen älteren Mann, der ein Kind aufaß, woraufhin sie eine Frau vergewaltigen und ihre Vagina in einen Mund mit Zähnen verwandeln, damit dieser den nächsten Penis esse. Im weiteren Verlauf der Geschichte verwandelt sich die Frau in eine große Schlange, die noch heute darauf lauert, Yanomami-Männer zu essen. Die zahlreichen Bemerkungen von „Hunger aufeinander“ in der Gründungsgeschichte sind doppeldeutig, da kopulieren und essen in der Sprache der Yanomami durch dasselbe Verb gekennzeichnet werden.[68]
- Das Fabelwesen Wendigo der nordamerikanischen Algonkin heiratet in einer Geschichte im Sommer die Tochter einer Familie, der er mit Nahrungsmitteln über ihre Hungersnot geholfen hat, um sie im Winter zu verspeisen.[69]

### In der Literatur
- In Shakespeares früher Tragödie Titus Andronicus wird der Gotenkönigin Tamora eine Pastete vorgesetzt, die aus dem Fleisch ihrer beiden Söhne zubereitet wurde.
- Aus Grimms Märchen ist die menschenfressende Hexe bekannt, welche Hänsel und Gretel erst backen und dann verspeisen will. Ähnliche Motive erscheinen in einigen Bildergeschichten Wilhelm Buschs.
- In französischen Vor-Grimm-Rotkäppchen-Fassungen wird dieser vom Wolf das Blut ihrer Großmutter zu trinken und deren Fleisch zu essen gegeben.[70]
- Eine schottische Legende erzählt von Alexander „Sawney“ Bean, der Anfang des 15. Jahrhunderts gelebt und mit seiner Familie mehr als 1000 Menschen verspeist haben soll.
- Die Satire A Modest Proposal von Jonathan Swift schlägt zur Bekämpfung der Armut im Irland seiner Zeit den Export von Menschenfleisch vor.
- William Blake beschreibt in The Marriage of Heaven and Hell, wie stärkere Affen schwächere fangen, Geschlechtsverkehr mit ihnen haben und sie danach körperlich auseinandernehmen.[71]
- In seiner Kurzgeschichte „Tagebuch eines Verrückten“ wendet Lu Xun die Allegorie des Kannibalismus an, um die traditionelle chinesische Kultur und konfuzianische Ethik zu kritisieren.
- Die Geschichte von Alfred Packer wurde in Cannibal! The Musical satirisch mit schwarzem Humor verfilmt.
- In Sławomir Mrożeks absurdem Theaterstück Auf hoher See stimmen drei Schiffbrüchige in einem scheindemokratischen Prozess darüber ab, wer von ihnen gegessen werden soll.
- In dem 1719 erschienenen Roman Robinson Crusoe lebt der Protagonist auf einer einsamen Insel, die immer wieder von Kannibalen besucht wird, die am Strand Gefangene töten und verspeisen. Eines Tages flüchtet einer der Gefangenen, Robinson rettet ihn, nimmt ihn bei sich auf und nennt ihn Freitag.
- In der 1832 veröffentlichten Erzählung The Narrative of Arthur Gordon Pym of Nantucket von Edgar Allan Poe schildert der fiktive Protagonist einen fiktiven Fall von Kannibalismus, der im Jahr 1884 eine reale Entsprechung erhalten sollte (Rechtsfall R v Dudley and Stephens). Der Name des Ermordeten war – so wie in Poes Werk (!) – Richard Parker.
- In dem 1846 erschienenen Erstlingswerk Typee des amerikanischen Autors Herman Melville schildert dieser eine Gefangenschaft im Tal der als kannibalisch bezeichneten Taipi.
- In der 1862 uraufgeführten Faschingsburleske Häuptling Abendwind oder Das gräuliche Festmahl von Johann Nestroy wird der Kannibalismus „auf einer der fernsten Inseln Australiens“ ironisch thematisiert.
- In Jules Vernes 1863 erschienenem Roman Fünf Wochen im Ballon befreien britische Ballonfahrer, die von Afrikas Ost- an die Westküste fliegen, einen französischen Missionar aus den Händen von Kannibalen. Nach Ralf Junkerjürgen komme hier der damalige Zivilisationskonflikt zum Ausdruck, "schaurig zusammengefasst..." "...im Bild eines Kannibalenbaums" des Illustrators Édouard Riou, "...an dem zahllose abgeschlagene Köpfe hängen."[72] In Die Kinder des Kapitän Grant von 1867/1868 werden vor der Küste Neuseelands schiffbrüchig gewordene Seefahrer von kannibalischen Māori festgesetzt.
- Die Kurzgeschichte Der Überlebenstyp (Originaltitel Survivor Type) aus dem Buch Der Fornit von Stephen King handelt von einem Arzt, welcher auf einer einsamen Insel strandet und durch seinen Hunger dazu gezwungen ist, sich nacheinander diverse Körperteile zu amputieren und diese zu verspeisen.
- Einige Kurzgeschichten und Romane von Jack London schildern Kannibalismus in der Südsee, etwa „Jerry, der Insulaner“. Forscher seiner Zeit kritisierten ihn der Übertreibung, London dagegen verteidigte mehrfach die Authentizität seiner Erzählungen durch Berichte und Dokumente.
- Der in einer post-apokalyptischen Umgebung spielende Roman Die Straße thematisiert unter anderem die Hinwendung der Menschen zum Kannibalismus nach dem Untergang der Gesellschaft.
- Im Kurzgeschichten-Band Ein Kannibale auf der Eisenbahn – und andere Geschichten von Mark Twain wird das Thema Kannibalismus zusammen mit Politik satirisch aufgegriffen.
- Die US-amerikanische Trägerin des Pulitzer-Preises Willa Cather schildert in ihrem Roman Sapphira and the Slave Girl (1940), der in der Zeit der Sklaverei in den US-Südstaaten spielt, wie die weiße Sklavenhalterin versucht, die Sexualität der jungen Sklavin Nancy zu kontrollieren, wozu sie unter anderem auch eine Vergewaltigung Nancys arrangiert, während die Sklavin Jezebel ihre kannibalischen Instinkte wiederentdeckt, wenn sie an Nancy denkt. Offensichtlich arbeiten Sapphira und Jezebel zusammen und handeln in geistig-emotionaler Übereinstimmung. Im Buch selber gibt es mehrere Andeutungen, dass Sapphira immer mehr an Gewicht zulegt, während gleichzeitig die Sklavinnen mysteriös verschwinden.[73]
- Die kroatische Autorin Slavenka Drakulić erzählt in Das Liebesopfer, wie eine heftige körperliche Beziehung darin endet, dass die Protagonistin ihren Partner mit Fleischermesser und Knochensäge seziert und verspeist.
- Patrick Süskinds Roman Das Parfum endet mit einer kannibalistischen Szene: Der Protagonist Grenouille, der aus den Körperdüften junger Frauen ein Parfum hergestellt hat, von dem schon ein Tropfen eine ganze Menschenmenge zu einer Massenorgie verleitet hatte, überschüttet sich in einem Pariser Elendsviertel (seinem Geburtsort) mit der ganzen Flasche des Duftwassers, worauf die umstehenden Bettler und Ausgestoßenen, die ihn wegen der Wirkung des Parfums für einen Engel halten, ihn in der Absicht, einen Teil von ihm zu besitzen, mit Haut und Haaren verspeisen.
- Die deutsche Schriftstellerin Orla Wolf thematisiert in ihrem 2008 im Berliner Theater unterm Dach uraufgeführten Theaterstück entkernt die mit Einwilligung des Opfers vor laufender Kamera vollzogene Tötung durch den Täter, der auch Körperteile seines Opfers verspeist.
- Donald Kingsbury beschreibt im 1984 erschienenen Die Riten der Minne eine dystopische Gesellschaft, in der kranke und alte Menschen mit deren Einverständnis verzehrt werden. Aufgrund von Ressourcenknappheit vererben Menschen ihre tätowierte Haut als Leder an ihre Nachfahren.

### Im Film
Als eigenes Genre etablierte sich der Kannibalenfilm in den 1970er Jahren, als noch ein Großteil dieser Filme in Italien produziert wurde. Entweder fielen sie in die Rubrik des Exploitation- oder Splatterfilms, oder sie zählten als Zombiefilme, zu den Horrorfilmen. Die damals gedrehten Kannibalenfilme ähnelten sich stark und handelten fast immer von Konflikten zwischen abgelegen, im Dschungel lebenden, Eingeborenen und weißen Eindringlingen, die schließlich den kannibalistischen Ureinwohnern zum Opfer fielen. Mittlerweile zählen unter anderem die Filme Mondo Cannibale (Umberto Lenzi, 1972) und der von der Zensur als vermeintlicher Snuff-Film beschlagnahmte Nackt und zerfleischt (Originaltitel: Cannibal Holocaust, Ruggero Deodato, 1980) zu den kontroversen Klassikern des italienischen Kannibalenfilms.
Zu den ersten nicht-italienischen Horrorfilmen, die sich mit Kannibalismus beschäftigen, zählten die US-Produktionen The Texas Chain Saw Massacre (Tobe Hooper, 1974) und The Hills Have Eyes (Wes Craven, 1977).
Doch auch andere Genres, wie z. B. der Actionfilm Conan der Zerstörer (Richard Fleischer, 1984) mit Arnold Schwarzenegger beinhalten kannibalistische Bedrohungen. Hier versucht ein wilder Kannibalen-Stamm einen gefesselten Zauberer über offenem Feuer zu grillen, was jedoch der Barbar Conan hoch zu Pferde und mit schwingendem Schwert vereiteln kann. Im Abenteuerfilm Quatermain – Auf der Suche nach dem Schatz der Könige von 1985 unternimmt ein afrikanisches Volk von Kannibalen den Versuch, die beiden Hauptfiguren, verkörpert von den Schauspielern Richard Chamberlain und Sharon Stone, in einem riesigen Kessel Wasser mit Gemüse über einem Feuer zu kochen.
In der schwarzen Komödie Der Koch, der Dieb, seine Frau und ihr Liebhaber (Peter Greenaway, 1989), serviert hingegen eine wütende Ehefrau ihrem Mann ihren, vom Ehemann getöteten, Liebhaber gebraten zum Verzehr.
Es gibt jedoch auch Filme, die auf wahren Ereignissen beruhen, wie z. B. der Katastrophenfilm Überleben! (1993), der auf einer Literaturvorlage Alive: The Story of the Andes Survivors, über den Flugzeugabsturz des Fuerza-Aérea-Uruguaya-Fluges 571 und True-Crime-Formate, über prominente Mordfälle, die mit Kannibalismus zu tun hatten (z. B. Jeffrey Dahmer oder Armin Meiwes).
Der Film Bones and All 2022 nach dem gleichnamigen Jugendbuch von Camille DeAngelis verwendet Kannibalismus als Metapher in einer coming of age-Erzählung.
Für mehr Beispiele, siehe: Kategorie:Kannibalenfilm

## Kannibalismus im Tierreich

### Formen des Kannibalismus in freier Wildbahn

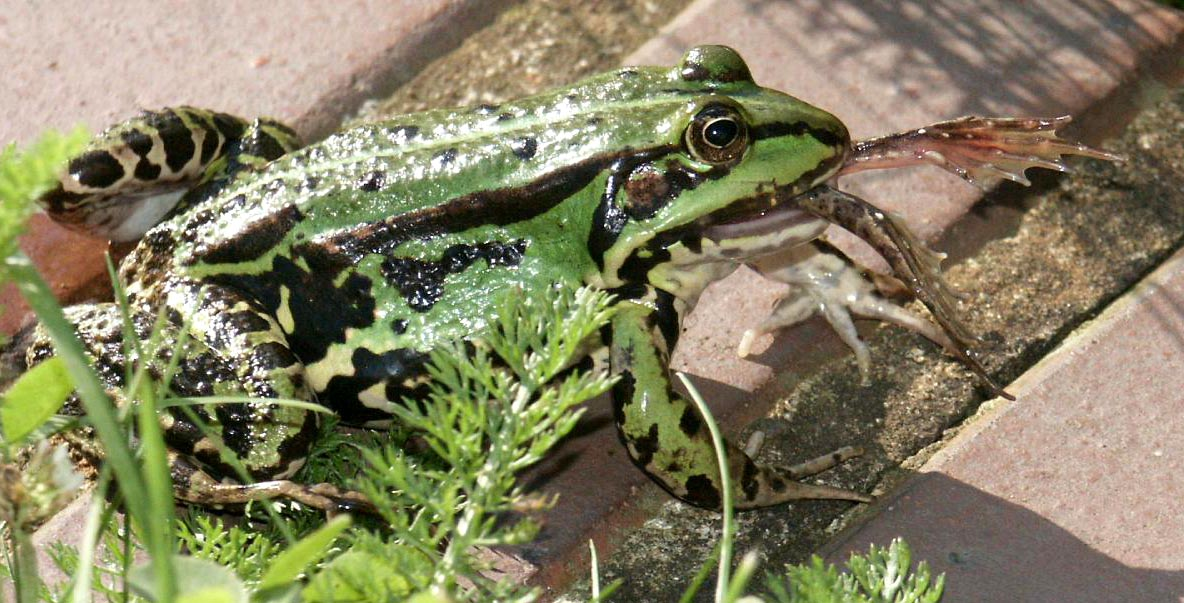
Ein Teichfrosch verschlingt einen kleineren Artgenossen

Beim Kannibalismus unter Tieren unterscheiden Zoologen zwischen aktivem und passivem Kannibalismus. Ein aktiver Kannibale jagt und tötet Artgenossen, bevor er sie frisst, während ein passiver Kannibale nur bereits tote Artgenossen verspeist. Letztere sind häufig Raubtiere und Allesfresser wie unter anderem Krähen und Möwen oder Aasfresser wie verschiedene Arten von Krabben oder auch viele Schnecken.
- Aktiver Kannibalismus ist sehr häufig unter Fischen zu beobachten. Es wird geschätzt, dass bis zu 90 Prozent aller jungen Hechte von größeren Artgenossen gefressen werden. Ähnliches gilt für den Flussbarsch sowie viele andere Raubfische. Der Barsch kann auf diese Weise in Gewässern überleben, in die er als einzige Fischart gelangt ist. Aber auch männliche Alligatoren, Warane und Schlangen töten und fressen häufig Artgenossen, denen sie überlegen sind.

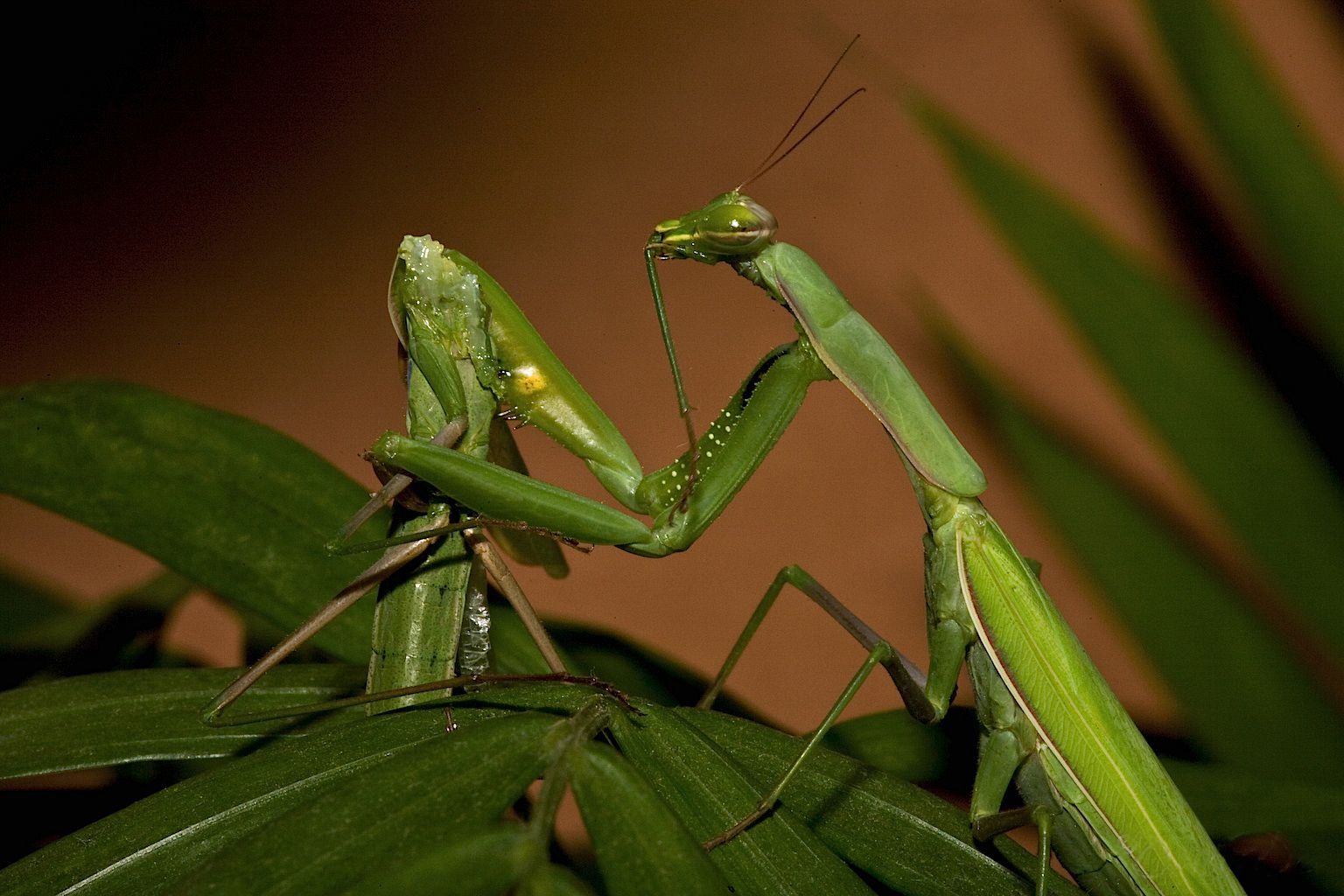
Europäische Gottesanbeterin, eine Vertreterin des sexuellen Kannibalismus

Auch im Bereich Fortpflanzung und in der Konkurrenz um elterliche Versorgung treten unterschiedliche Formen von Kannibalismus auf:
- Sexualkannibalismus, bei dem ein Partner während oder nach der Paarung vom anderen Partner verspeist wird, richtet sich meist gegen die Männchen, die von ihrer Partnerin gefressen werden. Bekannte Beispiele sind Gottesanbeterinnen (Mantodea), sowie Echte Webspinnen (zu denen z. B. die echten Witwen gehören).[79]

- Bei Oophagie fressen Embryonen bereits im Mutterleib andere (meist) unbefruchtete Eier. Einige tropische Baumsteigerfroscharten der Gattung Oophaga, wie das Erdbeerfröschchen (Oophaga pumilio). Die Froschmutter versorgt bereits geschlüpfte Kaulquappen aktiv mit Nähreiern, die sechs Wochen lang deren einzige Nahrungsquelle sind, während sie isoliert in einer Phytotelma aufwachsen.[80]

- Adelphophagie bezeichnet das Töten und Auffressen von Jungtieren durch ihre eigenen Geschwister. Dieses Verhalten ist nicht nur nach der Geburt bzw. dem Schlupf möglich, sondern auch vorgeburtlich als intrauteriner Kannibalismus, der z. B. bei einigen ovoviviparen Haien vorkommt. Sandtigerhaie fressen bereits in der Gebärmutter andere Föten, so dass vom gesamten Wurf lediglich zwei Jungtiere geboren werden, die in zwei getrennten Gebärmüttern herangewachsen sind.[81]

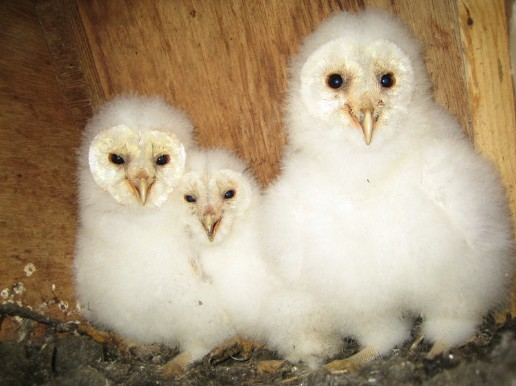
Junge Schleiereulen; in guten Jahren überleben alle, in schlechten Jahren fressen die älteren Geschwister oft das jüngste Küken

- Bei Kainismus oder Geschwistermord (Siblizid) kommt es nicht immer zu Kannibalismus. Da Tölpel ihre Eier zeitversetzt legen, schlüpfen die Küken des Weißbauchtölpels im Abstand von mehreren Tagen. Das angeborene Verhalten des älteren Jungtieres veranlasst es dazu, den jüngeren Nestling meist schon innerhalb der ersten Tage anzugreifen, von der Nahrung fernzuhalten, aus dem Nest zu stoßen oder zu töten.[82] Ob es zu Kannibalismus durch Altvögel kommt, hängt primär von der Größe der verstorbenen Küken ab; sie werden gefressen, falls sie am Stück durch den Schlund passen.[83]

- Pädophagie[84] bezeichnet den Akt, wenn Eltern sich an ihrem eigenen Nachwuchs vergreifen. Dieses Verhalten ist sehr verbreitet unter echten Knochenfischen, tritt aber auch bei Säugetieren, wie dem Wildschwein auf. Greifvögel neigen nur bei akutem Beutemangel zu Pädophagie, wobei nicht ganz klar ist, ob der Nachwuchs erst gefressen wird, wenn er tot ist, oder auch aktiv getötet wird. Bei Störchen wurde beides beobachtet: mal wurden Jungtiere aus dem Nest geworfen, mal wurden sie gefressen.[85] Pädophagie lässt sich noch weiter unterteilen in die Tötung von Jungtieren, die noch von ihren Eltern abhängig sind; Infantizid[86] und dem Pädizid, der Tötung entwöhnter bzw. bereits flügge gewordener Jungtiere durch Artgenossen.[87]

- Bei Matriphagie verspeist der Nachwuchs seine eigene Mutter, wie z. B. beim Pazifischen Riesenkraken oder mehreren Arten von Röhrenspinnen[88] Bei der Gattung Stegodyphus dumicola, wo die jungfräulich gebliebenen Schwestern der Spinnenmutter bei der Aufzucht helfen, werden auch diese vom Nachwuchs verspeist.[89]

### Kannibalismus in der (Massen-)Tierhaltung
Auch bei der Haltung von Mäusen und Ratten kann Kannibalismus auftreten. Bei starker Zunahme der Populationsdichte werden häufig Jungtiere von stark gestressten Erwachsenen getötet und gefressen. Dieses Phänomen tritt auch bei der Massentierhaltung auf. Hier fressen Schweine einander die Schwänze (Schwanzbeißen) oder Ohren ab, Hühner verletzen oder töten einander durch Anpicken.
Zu den problematischsten Verhaltensauffälligkeiten bei der Haltung von Hybridhühnern zur Eier- und Fleischproduktion in großen Gruppen gehört der Kannibalismus. Oft schädigen die Hühner durch Federpicken das Federkleid der Artgenossen – bis die Haut und auch die Kloake blank liegt. Über diese Stellen werden einzelne Tiere dann im weiteren Verlauf der Pickattacken „regelrecht ausgeweidet“. In der Freilandhaltung kann auch ein geschädigtes Federkleid zum Tod der Tiere führen, da diese auskühlen. Als ursächlich für den Kannibalismus und das Federpicken sehen einige Forscher ein fehlgeleitetes Erkundungsverhalten. Wildhühner erkunden ihre Umgebung, indem diese den Boden bepicken und so Nahrung wie Würmer, Insekten und Körner finden. Wenn in der industriellen Haltung Kraftfutter eingesetzt wird, kann dieser natürliche Trieb nicht ausgelebt werden. Das Federpicken und der Kannibalismus ist damit als eine Ersatzhandlung einzuordnen. Als Gegenmaßnahme wird den Eintagsküken oft der Schnabel gekürzt, was aus tierschutzrechtlichen Gründen fragwürdig ist und die Tiere bei der Nahrungsaufnahme behindert. Die Sterberate in großen Ställen kann durch das Federpicken auf bis zu 20 Prozent steigen. Genetische Ursachen werden erforscht. Auch ist zu beobachten, dass die Tiere das Federpicken und den Kannibalismus in großen Herden erlernen, und dass das Phänomen in Wellen auftritt.
Auch Puten haben einen arttypischen Trieb in ihrer Umgebung nach Futter zu suchen. Können sie diesen Trieb nicht ausleben, fangen auch diese an andere Puten zu bepicken, was bis zum Kannibalismus führen kann. Verletzungen werden überwiegend an unbefiederten Körperstellen (Kopf, Hals, Nacken, Nasenzapfen) und in der Umgebung der Kloake und an der Brust- und Rückenregion zugefügt. Neben der Beinschwäche ist dies das gravierendste Problem in der Putenhaltung. Außer dem Leiden der Tiere konnte auch eine erhöhte Anfälligkeit der Tiere für Infektionskrankheiten und daraus resultierende Todesfälle nachgewiesen werden. Neben anderen Faktoren entscheidet in der Haltung auch die Besatzdichte der Ställe über die Häufigkeit von Kannibalismus und Federpicken. Um den Kannibalismus in den Beständen zu senken, werden den Küken die Spitzen der Schnäbel kupiert.

## Verwendung des Begriffs „Kannibalismus“ in anderen Bereichen
In der Astronomie bedeutete der Begriff das „Verschlucken“ kleiner Galaxien durch größere.
Ebenfalls übertragen wurde der Begriff auf die Fertigungssteuerung: Hier bezeichnet er (allerdings nicht normgerecht) den Ausbau von Teilen aus bereits montierten Baugruppen oder Produkten mit dem Ziel, die so „kannibalisierten“ Teile in andere Baugruppen einzubauen, die schneller fertig werden müssen.
In der Wirtschaft gibt es den sinnverwandten Begriff der Kannibalisierung.
Der US-Indianer Jack D. Forbes verwendet den Ausdruck Kannibalismus in seiner Philosophie der „Wétiko-Psychose“ – die einen krankhaft entstandenen Kannibalismus bei den Cree-Indianern bezeichnet – im übertragenen Sinne für den hemmungslosen Verzehr von Mensch und Natur durch die legalisierten Auswüchse der kapitalistischen Marktwirtschaft.
„Habsburger-Kannibalismus“ war ein polemisches Schlagwort für die linke Habsburger-Abwehr im Österreich des 20. Jahrhunderts.

### Wissenschaftsgeschichte
- Cǎtǎlin Avramescu: An Intellectual History of Cannibalism. Princeton University Press, Princeton NJ 2009, ISBN 978-0-691-13327-0.

### Urgeschichte, Anthropologie
- Jörg Orschiedt: Manipulationen an menschlichen Skelettresten. Taphonomische Prozesse, Sekundärbestattungen oder Kannibalismus? (= Urgeschichtliche Materialhefte. 13). Mo Vince Verlag, Tübingen 1999, ISBN 3-9804834-7-9 (Zugleich: Tübingen, Universität, Dissertation, 1996).
- William Arens: The Man-Eating Myth. Anthropology and Anthrophagy. Oxford University Press, New York NY 1979, ISBN 0-19-502506-7.
- Michael M. Rind: Menschenopfer. Vom Kult der Grausamkeit. Universitätsverlag Regensburg. 2. Auflage 1998, ISBN 3-930480-64-6 (kleine Übersicht). S. 107

### Ethnologisch-historische Fragestellungen
- Annerose Menninger: Die Macht der Augenzeugen. Neue Welt und Kannibalen-Mythos, 1492–1600 (= Beiträge zur Kolonial- und Überseegeschichte. Bd. 64). Steiner, Stuttgart 1995, ISBN 3-515-06723-X (Zugleich: Bamberg, Universität, Dissertation, 1993).
- Simon Haberberger: Kolonialismus und Kannibalismus. Fälle aus Deutsch-Neuguinea und Britisch-Neuguinea 1884–1914 (= Quellen und Forschungen zur Südsee. Reihe B: Forschungen. Bd. 3). Harrassowitz, Wiesbaden 2007, ISBN 978-3-447-05578-9 (Zugleich: Bayreuth, Universität, Dissertation, 2005).
- Manfred Riße: Abendmahl der Mörder. Kannibalen – Mythos und Wirklichkeit. Militzke, Leipzig 2007, ISBN 978-3-86189-776-7.
- Heidi Peter-Röcher: Mythos Menschenfresser. Ein Blick in die Kochtöpfe der Kannibalen (= Beck’sche Reihe. Bd. 1262). Beck, München 1998, ISBN 3-406-42062-1.
- Hedwig Röckelein (Hrsg.): Kannibalismus und europäische Kultur (= Forum Psychohistorie. Bd. 6). Edition Diskord, Tübingen 1996, ISBN 3-89295-582-4.
- Josef Nussbaumer, Guido Rüthemann: Hungernde, Unwetter und Kannibalen (= Gewalt, Macht, Hunger. Bd. 2 = Geschichte & Ökonomie. Bd. 14). StudienVerlag, Innsbruck-Wien-Bozen 2004, ISBN 3-7065-1831-7.
- Gereon Janzing: Kannibalen und Schamanen. Verbreitete Irrtümer über fremde Völker (= Der Grüne Zweig. Bd. 247). Werner Pieper & The Grüne Kraft, Löhrbach 2006, ISBN 3-922708-59-5.
- Silvia Freiin Ebner von Eschenbach: Speise für die Toten – Speise aus den Toten. Ahnenopfer und Kannibalismus in China. In: Perry Schmidt-Leukel (Hrsg.): Die Religionen und das Essen (= Diederichs gelbe Reihe. Bd. 163). Diederichs, München u. a. 2000, ISBN 3-7205-2115-X, S. 203–223.
- Christian Spiel: Menschen essen Menschen. Die Welt der Kannibalen (= Fischer-Taschenbücher 6256 Bücher des Wissens). Überarbeitete Ausgabe. Fischer-Taschenbuch-Verlag, Frankfurt am Main 1974, ISBN 3-436-01952-6.

### Einzelstudien
- Hans-Volker Werthmann: Die Leere war weg! Psychoanalytische Anmerkungen zum Rotenburger Kannibalismus-Fall. In: Psyche. Bd. 60, Heft 8, 2006, ISSN 0033-2623, S. 763–775.
- Günter Behm-Blancke: Höhlen, Heiligtümer, Kannibalen. Archäologische Forschungen im Kyffhäuser Dingsda-Verlag, Querfurt 2005, ISBN 3-928498-86-X.

### Rezeption in Kunst, Kulturwissenschaften, Literatur
- Annette Keck, Inka Kording, Anja Prochaska (Hrsg.): Verschlungene Grenzen. Anthropophagie in Literatur und Kulturwissenschaften (= Literatur und Anthropologie. Bd. 2). Narr, Tübingen 1999, ISBN 3-8233-5701-8.
- Dominik Schrey: „If I die, you can eat me“ – Kannibalismus als Motiv im Spielfilm. In: Christian Hoffstadt, Franz Peschke, Andreas Schulz-Buchta, Michael Nagenborg (Hrsg.): Der Fremdkörper (= Aspekte der Medizinphilosophie. Bd. 6). Projektverlag, Bochum u. a. 2008, ISBN 978-3-89733-189-1, S. 551–570.
- Michael Schneider: Tödliches Begehren. Kannibalen und Serienmörder. (Fälle – Fakten – Hintergründe). Books on Demand GmbH, Norderstedt 2004, ISBN 3-8334-1269-0.
- Walter Pape, Daniel Fulda (Hrsg.): Das Andere Essen. Kannibalismus als Motiv und Metapher in der Literatur (= Rombach-Wissenschaften. Reihe: Litterae. Bd. 70). Rombach, Freiburg (Breisgau) 2001, ISBN 3-7930-9258-5.
- Volker Mergenthaler: Völkerschau – Kannibalismus – Fremdenlegion. Zur Ästhetik der Transgression (1897–1936) (= Hermaea. Germanistische Forschungen. NF Bd. 109). Niemeyer, Tübingen 2005, ISBN 3-484-15109-9.

### Ältere Publikationen (vor 1990)
- Reay Tannahill: Fleisch und Blut. Eine Kulturgeschichte des Kannibalismus (= Goldmann-Sachbücher 11215). Goldmann, München 1979, ISBN 3-442-11215-X.
- Wilhelm Tomaschek: Androphagoi. In: Paulys Realencyclopädie der classischen Altertumswissenschaft (RE). Band I,2, Stuttgart 1894, Sp. 2168 f.
- Herbert Ullrich: Kannibalismus im Paläolithikum. In: F. Schlette, D. Kaufmann (Hrsg.): Religion und Kult in ur- und frühgeschichtlicher Zeit. Akademie-Verlag, Berlin 1989, ISBN 3-05-000662-5, S. 51ff.
- Ewald Volhard: Kannibalismus (= Studien zur Kulturkunde. Bd. 5, ISSN 0170-3544). Strecker & Schröder, Stuttgart 1939 (Die umfangreichste ethnologische Studie zum Thema)